# Chapleau (circonscription provinciale)
Pour les articles homonymes, voir Chapleau.
Circonscription électorale provinciale du Canada
Chapleau est une circonscription électorale provinciale du Québec. Elle fait partie de la région administrative de l'Outaouais. 
La circonscription de Chapleau est caractérisée par une population de langue maternelle française légèrement supérieure à la moyenne régionale, soit de 84,5 % en 2016.

## Historique
Précédée de : Papineau
La circonscription de Chapleau est créée en 1980 à partir d'une portion de la circonscription de Papineau. La portion retranchée comprend à l'époque 36 252 électeurs. Le territoire de Chapleau est modifié lors des réformes de 1992 et de 2001 et 2011. En 1992, la modification à la carte électorale provinciale porte sur certaines portions de territoire contiguës avec les circonscriptions de Gatineau et de Papineau. En 2011, la circonscription gagne du territoire à l'ouest sur celle de Gatineau, mais en cède à Papineau à l'est.
La circonscription de Chapleau est nommée en l'honneur de l'avocat Joseph-Adolphe Chapleau, premier ministre du Québec élu sous la bannière du Parti conservateur du 31 octobre 1879 au 29 juillet 1882.

## Territoire et limites
La circonscription comprend une partie de la ville de Gatineau. Cette portion est délimitée à l'ouest par l'avenue Gatineau, au nord par l'autoroute 50 et au sud, par la frontière entre l'Ontario et le Québec. À l'ouest, la limite de la circonscription longe la rivière Blanche et plusieurs rues jusqu'à la rivière des Outaouais.

## Liste des députés
| Législature                    | Années       | Député           | Député           | Parti            |
| ------------------------------ | ------------ | ---------------- | ---------------- | ---------------- |
| Chapleau Créée depuis Papineau |              |                  |                  |                  |
| 32e                            | 1981–1985    |                  | John Kehoe       | Libéral          |
| 33e                            | 1985–1989    |                  | John Kehoe       | Libéral          |
| 34e                            | 1989–1994    |                  | John Kehoe       | Libéral          |
| 35e                            | 1994–1998    | Claire Vaive     |                  | Libéral          |
| 36e                            | 1998–2003    | Benoît Pelletier |                  | Libéral          |
| 37e                            | 2003–2007    | Benoît Pelletier |                  | Libéral          |
| 38e                            | 2007–2008    | Benoît Pelletier |                  | Libéral          |
| 39e                            | 2008–2012    | Marc Carrière    |                  | Libéral          |
| 40e                            | 2012–2014    | Marc Carrière    |                  | Libéral          |
| 41e                            | 2014–2018    | Marc Carrière    |                  | Libéral          |
| 42e                            | 2018–2022    |                  | Mathieu Lévesque | Coalition avenir |
| 43e                            | 2022–présent |                  | Mathieu Lévesque | Coalition avenir |

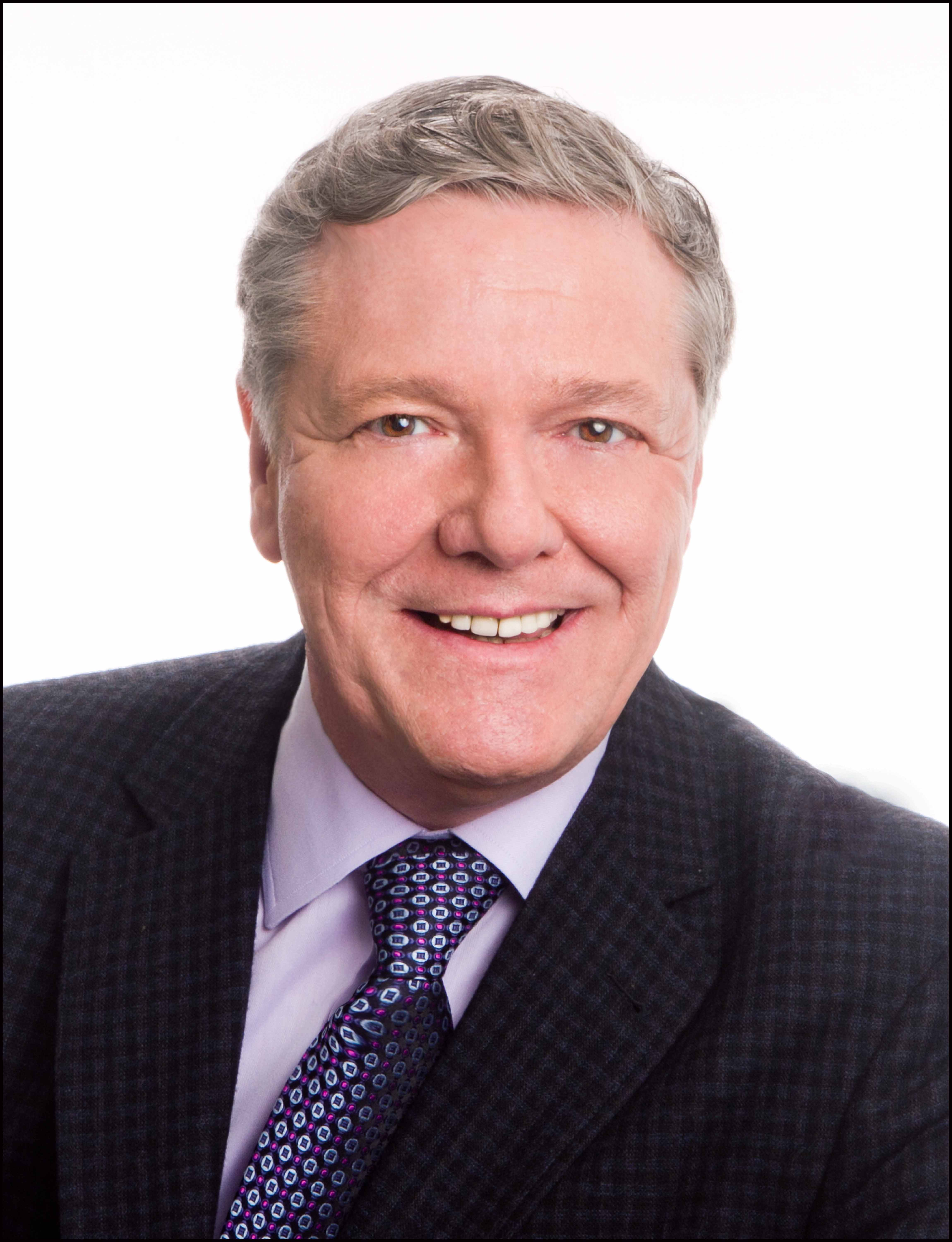
Benoit Pelletier, député de Chapleau de 1998 à 2008.

## Résultats électoraux

### Évolution pour les principaux partis
| |
| - Parti libéral - Parti québécois - Union nationale (ancien) - Action démocratique (ancien) - Québec solidaire - Coalition avenir - Parti conservateur |

### Résultats détaillés
|                                                                                               | Nom                        | Parti              | Nombre de voix | %      | Maj.   |
| --------------------------------------------------------------------------------------------- | -------------------------- | ------------------ | -------------- | ------ | ------ |
|                                                                                               | Mathieu Lévesque (sortant) | Coalition avenir   | 16 363         | 52,3 % | 12 104 |
|                                                                                               | Assumpta Ndengeyingoma     | Libéral            | 4 259          | 13,6 % | -      |
|                                                                                               | Sabrina Labrecque-Boivin   | Québec solidaire   | 4 129          | 13,2 % | -      |
|                                                                                               | Matthieu Kadri             | Conservateur       | 3 161          | 10,1 % | -      |
|                                                                                               | Marisa Gutierrez           | Parti québécois    | 3 033          | 9,7 %  | -      |
|                                                                                               | Anne-Marie Meunier         | Climat Québec      | 267            | 0,9 %  | -      |
|                                                                                               | Pierre Soublière           | Marxiste-léniniste | 72             | 0,2 %  | -      |
| Total                                                                                         | Total                      | Total              | 31 284         | 100 %  |        |
| Le taux de participation lors de l'élection était de 58,8 % et 383 bulletins ont été rejetés. |                            |                    |                |        |        |

|                                                                                               | Nom                     | Parti              | Nombre de voix | %      | Maj.  |
| --------------------------------------------------------------------------------------------- | ----------------------- | ------------------ | -------------- | ------ | ----- |
|                                                                                               | Mathieu Lévesque        | Coalition avenir   | 13 057         | 40,4 % | 2 537 |
|                                                                                               | Marc Carrière (sortant) | Libéral            | 10 520         | 32,6 % | -     |
|                                                                                               | Alexandre Albert        | Québec solidaire   | 5 122          | 15,9 % | -     |
|                                                                                               | Blake Ippersiel         | Parti québécois    | 2 922          | 9 %    | -     |
|                                                                                               | Rowen Tanguay           | Conservateur       | 497            | 1,5 %  | -     |
|                                                                                               | Françoise Roy           | Marxiste-léniniste | 182            | 0,6 %  | -     |
| Total                                                                                         | Total                   | Total              | 32 300         | 100 %  |       |
| Le taux de participation lors de l'élection était de 59,8 % et 557 bulletins ont été rejetés. |                         |                    |                |        |       |

|                                                                                             | Nom                     | Parti              | Nombre de voix | %      | Maj.   |
| ------------------------------------------------------------------------------------------- | ----------------------- | ------------------ | -------------- | ------ | ------ |
|                                                                                             | Marc Carrière (sortant) | Libéral            | 19 697         | 57,8 % | 13 402 |
|                                                                                             | Yves Morin              | Parti québécois    | 6 295          | 18,5 % | -      |
|                                                                                             | Carl Pelletier          | Coalition avenir   | 5 022          | 14,7 % | -      |
|                                                                                             | Laura Avalos            | Québec solidaire   | 1 996          | 5,9 %  | -      |
|                                                                                             | Roger Fleury            | Vert               | 693            | 2 %    | -      |
|                                                                                             | Philippe Boily          | Option nationale   | 256            | 0,8 %  | -      |
|                                                                                             | Pierre Soublière        | Marxiste-léniniste | 101            | 0,3 %  | -      |
| Total                                                                                       | Total                   | Total              | 34 060         | 100 %  |        |
| Le taux de participation lors de l'élection était de 63 % et 456 bulletins ont été rejetés. |                         |                    |                |        |        |

|                                                                                               | Nom                     | Parti              | Nombre de voix | %      | Maj.  |
| --------------------------------------------------------------------------------------------- | ----------------------- | ------------------ | -------------- | ------ | ----- |
|                                                                                               | Marc Carrière (sortant) | Libéral            | 14 812         | 42,1 % | 5 666 |
|                                                                                               | Yves Morin              | Parti québécois    | 9 146          | 26 %   | -     |
|                                                                                               | Luc Angers              | Coalition avenir   | 8 191          | 23,3 % | -     |
|                                                                                               | Benoit Renaud           | Québec solidaire   | 1 731          | 4,9 %  | -     |
|                                                                                               | Jonathan Meijer         | Vert               | 774            | 2,2 %  | -     |
|                                                                                               | Eid Harb                | Option nationale   | 421            | 1,2 %  | -     |
|                                                                                               | Pierre Soublière        | Marxiste-léniniste | 86             | 0,2 %  | -     |
| Total                                                                                         | Total                   | Total              | 35 161         | 100 %  |       |
| Le taux de participation lors de l'élection était de 65,3 % et 387 bulletins ont été rejetés. |                         |                    |                |        |       |

|                                                                                             | Nom              | Parti               | Nombre de voix | %      | Maj.  |
| ------------------------------------------------------------------------------------------- | ---------------- | ------------------- | -------------- | ------ | ----- |
|                                                                                             | Marc Carrière    | Libéral             | 13 968         | 54,7 % | 7 408 |
|                                                                                             | Yves Morin       | Parti québécois     | 6 560          | 25,7 % | -     |
|                                                                                             | Gilles Taillon   | Action démocratique | 3 194          | 12,5 % | -     |
|                                                                                             | Roger Fleury     | Vert                | 1 032          | 4 %    | -     |
|                                                                                             | Benoit Renaud    | Québec solidaire    | 609            | 2,4 %  | -     |
|                                                                                             | Michel Soucy     | Indépendant         | 118            | 0,5 %  | -     |
|                                                                                             | Pierre Soublière | Marxiste-léniniste  | 51             | 0,2 %  | -     |
| Total                                                                                       | Total            | Total               | 25 532         | 100 %  |       |
| Le taux de participation lors de l'élection était de 48 % et 314 bulletins ont été rejetés. |                  |                     |                |        |       |

|                                                                                             | Nom                        | Parti               | Nombre de voix | %      | Maj.  |
| ------------------------------------------------------------------------------------------- | -------------------------- | ------------------- | -------------- | ------ | ----- |
|                                                                                             | Benoît Pelletier (sortant) | Libéral             | 14 581         | 45 %   | 6 510 |
|                                                                                             | Jocelyn Dumais             | Action démocratique | 8 071          | 24,9 % | -     |
|                                                                                             | Edith Gendron              | Parti québécois     | 7 137          | 22 %   | -     |
|                                                                                             | Roger Fleury               | Vert                | 1 755          | 5,4 %  | -     |
|                                                                                             | Jennifer Jean-Brice Vales  | Québec solidaire    | 774            | 2,4 %  | -     |
|                                                                                             | Pierre Soublière           | Marxiste-léniniste  | 65             | 0,2 %  | -     |
| Total                                                                                       | Total                      | Total               | 32 383         | 100 %  |       |
| Le taux de participation lors de l'élection était de 62 % et 362 bulletins ont été rejetés. |                            |                     |                |        |       |

|                                                                                               | Nom                        | Parti               | Nombre de voix | %      | Maj.   |
| --------------------------------------------------------------------------------------------- | -------------------------- | ------------------- | -------------- | ------ | ------ |
|                                                                                               | Benoît Pelletier (sortant) | Libéral             | 18 774         | 62,4 % | 12 262 |
|                                                                                               | Sylvie Simard              | Parti québécois     | 6 512          | 21,6 % | -      |
|                                                                                               | Berthe Miron               | Action démocratique | 3 949          | 13,1 % | -      |
|                                                                                               | Daniel Leblanc-Poirier     | Bloc pot            | 402            | 1,3 %  | -      |
|                                                                                               | Jean Marois                | UFP                 | 331            | 1,1 %  | -      |
|                                                                                               | Gabriel Girard-Bernier     | Marxiste-léniniste  | 122            | 0,4 %  | -      |
| Total                                                                                         | Total                      | Total               | 30 090         | 100 %  |        |
| Le taux de participation lors de l'élection était de 58,7 % et 280 bulletins ont été rejetés. |                            |                     |                |        |        |

|                                                                                               | Nom                | Parti                 | Nombre de voix | %      | Maj.   |
| --------------------------------------------------------------------------------------------- | ------------------ | --------------------- | -------------- | ------ | ------ |
|                                                                                               | Benoît Pelletier   | Libéral               | 24 288         | 59,2 % | 11 688 |
|                                                                                               | Claude Hallé       | Parti québécois       | 12 600         | 30,7 % | -      |
|                                                                                               | Serge Charette     | Action démocratique   | 3 617          | 8,8 %  | -      |
|                                                                                               | Julie Lavoie       | Démocratie socialiste | 281            | 0,7 %  | -      |
|                                                                                               | Jean-Claude Pommet | Loi naturelle         | 167            | 0,4 %  | -      |
|                                                                                               | Kim Roberge        | Marxiste-léniniste    | 59             | 0,1 %  | -      |
| Total                                                                                         | Total              | Total                 | 41 012         | 100 %  |        |
| Le taux de participation lors de l'élection était de 71,3 % et 456 bulletins ont été rejetés. |                    |                       |                |        |        |

|                                                                                               | Nom                 | Parti           | Nombre de voix | %      | Maj.   |
| --------------------------------------------------------------------------------------------- | ------------------- | --------------- | -------------- | ------ | ------ |
|                                                                                               | Claire Vaive        | Libéral         | 25 181         | 63,3 % | 12 618 |
|                                                                                               | Jocelyne Gadbois    | Parti québécois | 12 563         | 31,6 % | -      |
|                                                                                               | Steve Fortin        | NPD Québec      | 984            | 2,5 %  | -      |
|                                                                                               | Alain Lafortune     | Parti citron    | 618            | 1,6 %  | -      |
|                                                                                               | Marie-Thérèse Nault | Loi naturelle   | 222            | 0,6 %  | -      |
|                                                                                               | Jean-Pierre Winter  | Indépendant     | 219            | 0,6 %  | -      |
| Total                                                                                         | Total               | Total           | 39 787         | 100 %  |        |
| Le taux de participation lors de l'élection était de 74,6 % et 519 bulletins ont été rejetés. |                     |                 |                |        |        |

|                                                                                               | Nom                  | Parti           | Nombre de voix | %      | Maj.  |
| --------------------------------------------------------------------------------------------- | -------------------- | --------------- | -------------- | ------ | ----- |
|                                                                                               | John Kehoe (sortant) | Libéral         | 15 569         | 55,2 % | 2 954 |
|                                                                                               | Jean Alfred          | Parti québécois | 12 615         | 44,8 % | -     |
| Total                                                                                         | Total                | Total           | 28 184         | 100 %  |       |
| Le taux de participation lors de l'élection était de 63,9 % et 809 bulletins ont été rejetés. |                      |                 |                |        |       |

|                                                                                               | Nom                   | Parti                        | Nombre de voix | %      | Maj.  |
| --------------------------------------------------------------------------------------------- | --------------------- | ---------------------------- | -------------- | ------ | ----- |
|                                                                                               | John Kehoe (sortant)  | Libéral                      | 16 514         | 60,5 % | 6 701 |
|                                                                                               | Jean-Claude Charette  | Parti québécois              | 9 813          | 35,9 % | -     |
|                                                                                               | Jean-Philippe Rheault | NPD Québec                   | 686            | 2,5 %  | -     |
|                                                                                               | Marcel Vaive          | Parti indépendantiste (1985) | 188            | 0,7 %  | -     |
|                                                                                               | Stéphane Plouffe      | Socialisme chrétien          | 99             | 0,4 %  | -     |
| Total                                                                                         | Total                 | Total                        | 27 300         | 100 %  |       |
| Le taux de participation lors de l'élection était de 66,2 % et 243 bulletins ont été rejetés. |                       |                              |                |        |       |

|                                                                                               | Nom                  | Parti              | Nombre de voix | %      | Maj.  |
| --------------------------------------------------------------------------------------------- | -------------------- | ------------------ | -------------- | ------ | ----- |
|                                                                                               | John J. Kehoe        | Libéral            | 15 364         | 53,4 % | 2 484 |
|                                                                                               | Jean Alfred          | Parti québécois    | 12 880         | 44,8 % | -     |
|                                                                                               | André Lortie         | Union nationale    | 413            | 1,4 %  | -     |
|                                                                                               | Christine Dandenault | Marxiste-léniniste | 95             | 0,3 %  | -     |
| Total                                                                                         | Total                | Total              | 28 752         | 100 %  |       |
| Le taux de participation lors de l'élection était de 76,4 % et 237 bulletins ont été rejetés. |                      |                    |                |        |       |

## Référendums
|  | Référendum                     | % du OUI | % du NON | Taux de participation |
|  | Accord de Charlottetown (1992) | 58,29 %  | 41,71 %  | 77,97 %               |
|  | Référendum de 1995             | 27,53 %  | 72,57 %  | 93,65 %               |